# Улица Защитников Осетии
Улица Защитников Осетии — улица во Владикавказе, Северная Осетия, Россия. Находится в Иристонском муниципальном округе. Начинается от улицы Межевой и заканчивается перекрестком между улицами Красногвардейской и Васо Абаева.

## Расположение
Улицу Защитников Осетии пересекают улицы Крайняя, Коммунаров, Ключевая, Кисловодская, Пограничная, Камбердиева.
По чётной стороне от улицы Защитников Осетии начинаются улицы Шумная, Почтовая, Речная, Гэсовская, Детсадовская.
По нечётной стороне от улицы Защитников Осетии заканчиваются улицы Крымская, Свердловская, Сибирская, Шоссейная, Спортивная, Ковровая, Уфимская, Ягодная, Сельская, Курганная, Дачная, Загородная, Оружейная.

## История
Улица названа в честь погибших участников в осетинско-ингушском конфликте 1992 года.
Улица Защитников Осетии была создана соединением бывших улицы Тарской и Тарского шоссе.
Улица Тарская была образована 22 мая 1951 года решением Дзауджикауского городского Совета разделением Тарского шоссе на две части и начиналась восточнее от Спиртзавода № 2 и западнее кварталов № 602, 604, 606, 607.
13 сентября 1993 года решением Исполкома Владикавказского городского совета Тарское шоссе и улица Тарская были соединены в одну с переименованием в улицу Защитников Осетии. Первоначально улица Защитников Осетии заканчивалась на перёкрестке с улицей Оружейной и позднее была продлена до перекрёстка улиц Краногвардейской и Абаева.